# Kyozi Kawasaki
Kyozi Kawasaki (川崎 恭治, Kawasaki Kyōji), né le 4 août 1930 à Ōtsu et mort le 12 novembre 2021, est un physicien japonais. Ses recherches incluent la physico-chimie et la physique statistique, en particulier le comportement des fluides près du point critique.

## Biographie
Kawasaki est né le 4 août 1930 à Ōtsu au Japon. Il a obtenu ses BSc (1953) et MSc (1955) en physique à l'Université de Kyushu, suivie par son Ph
D en physique de l'Université de Duke, en 1959.
Il a occupé divers postes au Japon et aux États-Unis.
- JSPS Research Fellow à l'Université de Kyūshū (1959–1960) puis à l'Université de Kyoto (1960–1962)
- Lecteur, Université de Nagoya, 1962–1963
- Chercheur associé, Massachusetts Institute of Technology, 1963–1966
- Professeur associé, Université de Kyūshū, 1966–1970
- Professeur associé, Université Temple, 1970–1972
- Professeur, Université Temple, 1972–1973
- Professeur, Research Institute for Fundamental Physics, Université de Kyoto, 1973-1976
- Professeur, Département de Physique, Université de Kyūshū, 1976–2001
- Professeur, Département de Physique, Université Chūbu, 2001–2007
- Electronics Research Laboratory, Fukuoka Institute of Technology, à partir de 2008

## Prix
- Prix Nishina, 1972[3]
- Prix Humboldt, 1992
- Médaille Boltzmann, 2001
- Toray Award for Science and Technology[4], 2000
- Ulam Scholar[5], 2001-2002